# Sozialdemokratische Partei in der DDR

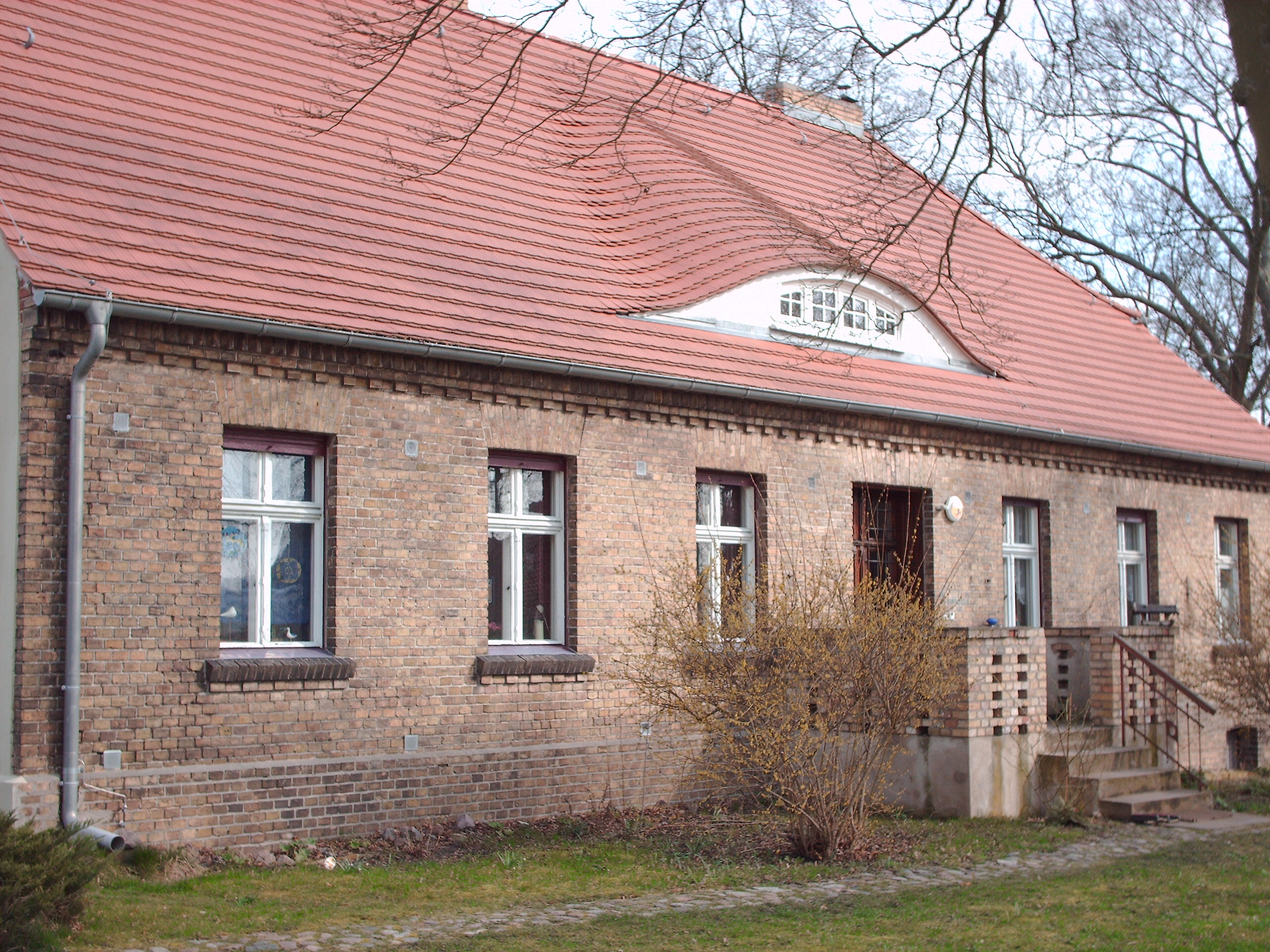
Gründungsgebäude in Schwante

Die Sozialdemokratische Partei in der DDR (SDP, ab Januar 1990 SPD) war eine politische Partei, die in der Wendezeit in der Deutschen Demokratischen Republik (DDR) entstand. Sie wurde am 7. Oktober 1989 in Schwante bei Berlin gegründet und vereinigte sich am 26. September 1990 in Berlin mit der Sozialdemokratischen Partei Deutschlands (SPD).

## Geschichte

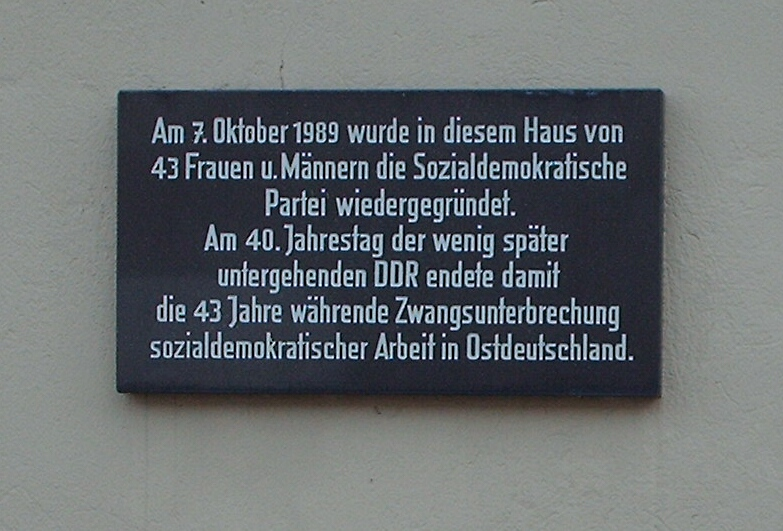
Tafel am Gründungsgebäude

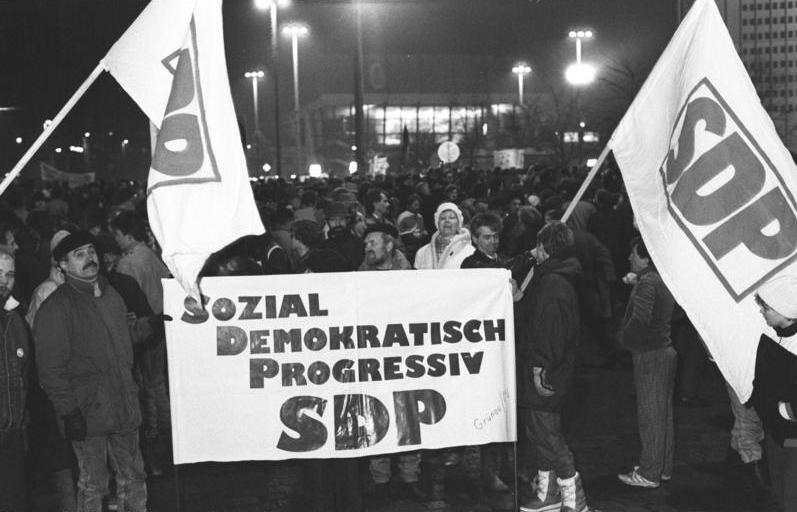
SDP-Anhänger auf einer Montagsdemonstration in Leipzig

Seit der Zwangsvereinigung von SPD und KPD zur SED im April 1946 gab es in der sowjetischen Besatzungszone und in der späteren DDR keine Sozialdemokratische Partei mehr. Eine solche Neugründung war erst möglich in der Wendezeit. 
Die Hauptinitiatoren waren zwei evangelische Theologen, Martin Gutzeit und Markus Meckel, die die inhaltliche und organisatorische Vorarbeit leisteten. Im April 1989 wurde ein erster Entwurf für einen Gründungsaufruf verfasst, der am 26. August in der Berliner Golgathagemeinde vorgestellt wurde. Dieser Aufruf war von Gutzeit, Meckel, dem Studentenpfarrer Arndt Noack und dem Regisseur Ibrahim Böhme unterschrieben.
Auf der Gründungsversammlung der Partei im Pfarrhaus in Schwante nahmen zwischen 40 und 50 Personen teil, unter anderem Angelika Barbe, Ibrahim Böhme, Konrad Elmer, Martin Gutzeit, Stephan Hilsberg, Torsten Hilse, Thomas Krüger, Sabine Leger, Markus Meckel, Annemarie und Matthias Müller, Arndt Noack, Steffen Reiche und Reiner Rühle. Zum Ersten Sprecher der Partei wurde der Programmierer Stephan Hilsberg gewählt, Geschäftsführer wurde Ibrahim Böhme.
In der Zeit zwischen Oktober und Dezember 1989 wurden in verschiedenen Städten Regionalgruppen der SDP gegründet. Die SDP bekam zwei Sitze am Zentralen Runden Tisch der DDR. Ab dem 13. Januar 1990 führte die Partei nach einem Beschluss der 1. Delegiertenkonferenz in Berlin die Abkürzung SPD, was eine Hinwendung zur westdeutschen Sozialdemokratie verdeutlichte. Den Vorschlag zu dieser Änderung hatte der geschäftsführende Ausschuss der SDP der Parteibasis bereits am 7. Dezember 1989 unterbreitet. In diese Zeit fällt die Gründung der Bezirks- und Regionalverbände der Partei. Am 29. Januar entsandte die SPD der DDR mit Walter Romberg einen Vertreter als Minister ohne Geschäftsbereich in die Regierung von Hans Modrow.
Der erste Parteitag vom 22. bis 25. Februar in Leipzig brachte zum einen die Wahl des ersten Parteivorstandes. Ibrahim Böhme wurde am 23. Februar zum Vorsitzenden gewählt. Weiterhin wurde auf diesem Parteitag das Grundsatzprogramm und ein Statut der SPD der DDR beschlossen. Schließlich ist diese Sitzung drei Wochen vor der Wahl zur Volkskammer am 18. März als eine Art Wahlparteitag zu werten. Auf demselben Parteitag wurde am 24. Februar Willy Brandt zum Ehrenvorsitzenden der SPD der DDR gewählt.
Die Volkskammerwahl brachte eine Enttäuschung für die Sozialdemokraten. Statt wie erhofft mit einer absoluten Mehrheit zog die SPD mit 21,7 Prozent der Stimmen in das Parlament ein. Die besten Ergebnisse erreichte sie in den Bezirken Berlin (34,9 %), Potsdam (34,4 %) und Frankfurt (Oder) (31,9 %). Das weitaus schlechteste Ergebnis erzielten die Sozialdemokraten im Bezirk Dresden mit 9,7 %. Nach internen Debatten einigte man sich darauf, in Koalitionsverhandlungen mit den Wahlsiegern, der Allianz für Deutschland aus CDU, DSU und Demokratischem Aufbruch sowie dem Bund Freier Demokraten, einzutreten.
In die Zeit der Koalitionsverhandlungen fiel die Enttarnung des Vorsitzenden Ibrahim Böhme als langjähriger Mitarbeiter des Ministeriums für Staatssicherheit durch das Nachrichtenmagazin Der Spiegel. Obwohl er alle Vorwürfe dementierte, trat er am 1. April von allen seinen Parteiämtern zurück, 1992 wurde er aus der SPD ausgeschlossen. Am 8. April wurde Markus Meckel zum Interims-Vorsitzenden der SPD der DDR bestimmt, bis auf einem Sonderparteitag in Halle (Saale) am 9. Juni Wolfgang Thierse zum Vorsitzenden gewählt wurde. Vom 12. April bis zum 20. August 1990 war die SPD der DDR an der Regierung des Christdemokraten Lothar de Maizière mit sechs Ministern beteiligt, die bekanntesten Namen waren dabei Markus Meckel (Äußeres), Regine Hildebrandt (Soziales) und Walter Romberg (Finanzen). Reinhard Höppner wurde Vizepräsident der Volkskammer. Am 15. August kündigte Ministerpräsident Lothar de Maizière die Entlassung einiger Minister an, darunter mit Romberg ein SPD-Minister. Daraufhin zog am 20. August die SPD ihre Minister und Staatssekretäre aus der Regierung ab und beendete die Koalition.
Auf dem Parteitag am 26. September 1990 vereinigte sich die SPD der DDR – sieben Tage vor der Deutschen Wiedervereinigung – mit der westdeutschen Sozialdemokratischen Partei Deutschlands (SPD).